# Eumélanine

Structure moléculaire.

L’eumélanine est le type le plus répandu de mélanine tégumentaire. Elle est de couleur brune à noire, alors que le second type, la phéomélanine, est de couleur jaune à rouge présente chez les personnes blondes. Sa présence en quantité importante donne aux téguments une couleur brun foncé ou noire. Son pouvoir de protection contre les dommages causés à l'épiderme par les rayons UV est élevé. Elle est présente naturellement en grande quantité chez les personnes brunes.
Elle est constituée d’un mélange de macromolécules de 5,6-dihydroxyindole (DHI) et d’acide 5,6-dihydroxyindole-2-carboxylique (DHICA). Ces deux monomères sont formés à partir de la tyrosine en présence de tyrosinase. Comme la phéomélanine, l’eumélanine est synthétisée dans les mélanocytes de la couche basale.
Tyrosine → DOPA → dopaquinone → leucodopachrome → dopachrome → acide 5,6-dihydroxyindole-2-carboxylique ou 5,6-dihydroxyindole. 
Ces deux monomères forment chacun des polymères ou des oligomères qui s’agrègent pour constituer le mélange appelé eumélanine.

Biosynthèse de l'eumélanine et de la phéomélanine.

L’action de l’enzyme DOPAchrome tautomerase (DCT) détermine le rapport des deux types d’eumélanine DHICA/DHI lors de la synthèse.
Une expérience menée chez les humains de phototype V à VI a montré que l’eumélanine de type DHI est en quantité deux fois plus importante que celle de type DHICA, et que sa proportion augmente encore en cas d’exposition aux UV.
Par contre, chez les rongeurs, la proportion du type DHCIA serait de 60 à 98 %.

Numéro CAS : 12627-86-0.